# Omocznia

Diagram przedstawiający 9-dniowy zarodek kurzy z widocznymi błonami płodowymi

Omocznia (łac. allantois) – jedna z błon płodowych, silnie unaczyniona, rozwija się pomiędzy owodnią a kosmówką. U większości owodniowców workowata jama omoczni magazynuje wydaliny zarodka. U owodniowców jajorodnych omocznia pośredniczy także w wymianie gazowej oraz odżywianiu zarodka (zwłaszcza gdy jest zrośnięta z kosmówką, tworząc tzw. kosmówkę omoczniową). U łożyskowców omocznia współtworzy łożysko, przy czym jest ona rozwinięta w różnym stopniu u poszczególnych gatunków (np. omocznia świni domowej jest ważnym narządem płodowym, natomiast u człowieka – jedynie szczątkowym).